# Rio După Fântână
O Rio După Fântână é um rio da Romênia, afluente do Pârâul Ţigăncilor, localizado no distrito de Iaşi.